# مندب (صاروخ)
مندب هو صواريخ مضادة للسفن طورتها القوات المسلحة اليمنية الموالية لحركة أنصار الله من صواريخ سي 801 الصينية، وأعلنت في 2017 دخول صاروخ مندب- 1 الخدمة، وفي 2022 خلال عرض كشفت عن صاروخ مندب- 2 وقالت إنه صناعة يمنية ويصل أقصى مدى 300 كلم، ويعمل مندب- 1 بالوقود الصلب بينما مندب- 2 بالوقود السائل.

## مندب - 1
هو صاروخ بحري جوال دخل الخدمة في 2017 خلال الحرب الأهلية اليمنية المندلعة منذ 2014، وتقول القوات المسلحة اليمنية الموالية لحركة أنصار الله أنها طورته محليا من صاروخ سي 801 الصيني، واستخدمته القوات البحرية اليمنية الموالية لحركة أنصار الله في استهداف السفن الحربية التابعة للمملكة العربية السعودية ودولة الإمارات العربية المتحدة.

### مواصفات
- النوع: صاروخ بحري - جوال[4]
- الطول: 5.81 م[1]
- القطر: 0.36 م[2]
- المدى: 40 كم[5]
- الوقود: صلب[2]
- التوجيه: رادار.[6]

## مندب - 2
هو صاروخ بحري جوال كشف عنه خلال عرض عسكري في 2022، وقالت القوات المسلحة اليمنية الموالية لحركة أنصار الله أنها صنعت الصاروخ محليا بشكل كامل، ويعتقد المعهد الدولي للدراسات الاستراتيجية بأنه نسخة من صاروخ غدير الإيراني، ويعتقد أنه يستخدم في استهداف السفن في البحر الأحمر وخليج عدن خلال أزمة البحر الأحمر.

### مواصفات
- النوع: صاروخ بحري- جوال
- الطول: 7.00 م[4]
- القطر: 0.36 م[2]
- المدى: 300 كم[3]
- الوقود: سائل[4]
- التوجيه: رادار.[6]